# Werner Textor
Werner Textor (1920–2015) war ein Berliner Polizeibeamter.

## Leben
Textor wurde insbesondere in den 1960er Jahren während der Studentenrevolte bundesweit bekannt. Legendär wurde ein Vorkommnis während eines Sit-in im Jahr 1967, als er mit Lautsprecher zu den Demonstranten im 17. Semester sprach und ihnen riet, Bademantel und Badehosen bereitzuhalten, weil bald die Wasserspiele beginnen würden. Dieses Ereignis wurde auch von Werner Finck kabarettistisch verarbeitet.
1998 wurde Textor mit dem Bundesverdienstkreuz am Bande ausgezeichnet. Er gehört zu den Wiedergründern des Berliner Polizeisportvereins im Jahr 1949.